# Eupanacra cadioui
Eupanacra cadioui là một loài bướm đêm thuộc họ Sphingidae. Loài này có ở Philippines.
Chiều dài cánh trước khoảng 28 mm đối với con đực và 32 mm đối với con cái. Nó giống với Eupanacra busiris busiris ngoại trừ một số khác biệt về màu sắc phía trên cánh trước với màu nền nâu nhạt với vài đốm đen.